# Spilogona brunneivittata
Spilogona brunneivittata este o specie de muște din genul Spilogona, familia Muscidae. A fost descrisă pentru prima dată de Harrison în anul 1955. Conform Catalogue of Life specia Spilogona brunneivittata nu are subspecii cunoscute.